# Carmen Gloria López
Carmen Gloria López Moure , née le 2 juillet 1966 à Santiago, est une journaliste et écrivaine chilienne, directrice exécutive de la chaîne d'État de télévision nationale du Chili en 2014-2016.

## Famille et études
Seule femme sur quatre frères, elle a grandi dans la commune de La Cisterna (Chili) et, à l'âge de 13 ans, à San Bernardo , où elle a suivi des cours à l'Institut du Sacré-Cœur.
Une fois ses études secondaires terminées, elle entre à l’ Université catholique où elle obtient son diplôme de journaliste. Au cours de la troisième année de la course, elle a rejoint le service de presse de Channel 13 en tant qu'étudiante liée à son Alma mater. Elle a quitté ce poste en 1992, après avoir obtenu une bourse d'études dans le cadre du Programme Fulbright ce qui lui a permis d'accéder à l'Université du Maryland à College Park aux États-Unis, pour étudier le journalisme d' investigation. Mariée depuis 2009 avec Raúl Alcaíno, maire de la commune de Santiago de 2004 à 2008, elle est mère de deux filles nées de leur premier mariage.

## Carrière professionnelle
De retour dans son pays, elle a dirigé la zone de reportage de Channel 13, avec des programmes tels que Contact. Elle est ensuite passée à TVN , où elle est devenue productrice exécutive responsable de la zone réservée aux enfants, une unité qui mettait des espaces aériens comme 31 minutes. Retour sur le canal 13 en 2004, elle a été nommée directeur adjoint de la programmation et plus tard, en Octobre 2007, directeur régional, un poste qu'elle a quitté en Juin 2008 pour se concentrer sur son travail de scénariste et écrivain.
Carmen Gloria López  a conseillé les scénarios de la série Algo habrán hecho por la historia de Chile (Quelque chose qu’ils auront faite pour l’histoire du Chili), Los archivos del cardenal (Les archives du cardinal en 2011), et le remplacement de TVN. En outre, elle est l'auteur de l'idée originale de la série Sitiados  ("Assiégé" une série télévisée de 2015), elle a écrit également les scripts de la première saison de cette coproduction de Fox et TVN publiée en 2014.
Elle a remplacé le directeur exécutif Mauro Valdés (démissionnaire), elle est ainsi devenue la première femme à occuper ce poste dans l’histoire de TVN;  Mercury  a démissionné en février 2016  et a été remplacé par Alicia Hidalgo, jusqu'alors directrice générale de la chaîne
Elle a débuté dans la littérature avec Fugitiva (2017), un roman pour la jeunesse qu'il a commencé à développer dans l' atelier de Pablo Simonetti, puis a publié The Revenge of the Captives, un roman historique basé également sur le site de Villarrica, mais raconté par les femmes survivantes. 

## Filmographie

### Séries
Histoires originales
- Sitiados (serie de televisión) Assiégé (2015)
- Una vida, nuestra historia Une vie, notre histoire (2016)

Collaborations
- Héroes (miniserie) (Héros (épisode O'Higgins )
- Algo habrán hecho por la historia de Chile Quelque chose qu'ils auront fait pour l'histoire du Chili (2010)
- Los archivos del cardenal Les archives du cardinal (2011)
- El reemplazante Le remplacement (2012)

### Programmes
Producteur exécutif
- Contacto (programa de televisión)
- ¿De dónde vienes? D'où viens-tu?
- Clarita Clarita
- Tronia Tronia
- 31 minutos 31 minutes

### Livres
- Fugitiva,  Fugitive , roman jeunesse, Alfaguara , Santiago, 2017